# 日本クリスチャン・アカデミー
日本クリスチャン・アカデミー（にほんクリスチャン・アカデミー）は日本国の公益財団法人である。西ドイツで興ったエバンゲリシェ・アカデミーによる「アカデミー運動」「アカデミー運動」を、日本国で実践することを目的とする。「アカデミー運動」とは、意見や立場の異なるもの同士が対話できる社会基盤を整えようとする信徒運動である。

## 概要
アカデミー運動の日本国への導入には、西ドイツでは創立者のエーバーハルト・ミュラーを政府・与党が支援し、日本国では元衆議院副議長の杉山元治郎が尽力した。1961年（昭和36年）5月15日に財団法人に認可された当初は、宿泊施設や集会所を借りて事業を行ったが、エバンゲリシェ・アカデミーより資金援助を得て、1963年（昭和38年）10月5日に大磯アカデミーハウス（大磯町）を、1967年（昭和42年）10月20日に京都アカデミーハウス（京都市）を開設した。1977年（昭和52年）9月には白老アカデミーハウス（白老町）も開設した。
大磯アカデミーハウスは、ドイツ人弁理士カール・フォークト邸を譲り受け、その地に施設を整備した。整備資金は、エバンゲリシェ・アカデミーからの8,500万JPYと日本国内で集めた募金で賄われた。後年、隣接する大磯プリンスホテルからの要請に応じ譲渡し、1988年（昭和63年）3月に箱根町に移転して箱根アカデミーハウスとなった。しかし利用者減から1996年（平成8年）11月に閉鎖した。1997年（平成9年）3月に白老アカデミーハウスも閉鎖したことから、東日本の拠点が失われることとなった。そこで、日本キリスト教会館（新宿区）の6階と7階を購入し、1999年（平成11年）3月に関東活動センターを置いた。
京都アカデミーハウスは、実業家野田銕五郎邸を譲り受け、その地に施設を整備した。整備資金は、エバンゲリシェ・アカデミーが3,500万JPY、北米外国伝道会議が2,000万JPY、日本船舶振興会が3,600万JPYを補助し、残りの6,000万JPYは松原與三松や松下幸之助らが関西経済界に募った。2012年（平成24年）の大改修にあわせ、施設名称を「関西セミナーハウス・修学院きらら山荘」に改めた。
2013年（平成25年）4月に公益財団法人に移行し、現在は関西セミナーハウス・修学院きらら山荘が収益事業を、関東活動センター及び2004年4月に設置した関西セミナーハウス活動センターが公益事業を担っている。

## 関連書誌
- エーバーハルト・ミュラー 著、松村克己 訳『生活の中の信仰 信仰の再認識』日本クリスチャン・アカデミー、比叡書房、京都、1958年10月。 NCID BN15162522。
- 竹中正夫『現代社会における話し合い』日本クリスチャン・アカデミー、東京、1967年10月。 NCID BA40339392。
- ハーヴィー・L・パーキンス 編、三好亜矢子 訳『アジアにおける開発の手引』日本クリスチャン・アカデミー、東京、1982年。
- 荒井俊次 編『はなしあい 日本クリスチャンアカデミー二十周年記念』日本クリスチャン・アカデミー、東京、1983年。
- 竹中正夫 編『はなしあいの展望 日本クリスチャンアカデミー三十周年記念』日本クリスチャン・アカデミー、東京、1990年11月。 NCID BN05837167。
- 松村克己 著、竹中正夫 編『はなしあいのこころ』日本クリスチャン・アカデミー、東京、1992年2月。 NCID BN07742028。

## 脚註

### 註釈
1. ↑  正式名称（登記名称）は「公益財団法人日本クリスチャン・アカデミー」である[1][2]。
2. ↑  杉山元治郎は、日本クリスチャン・アカデミーの初代理事長に就き、理事長退任後は名誉理事長を終身務めた[7]。
3. 1 2  箱根アカデミーハウスの土地建物は、大磯プリンスホテルを運営する国土計画株式会社から箱根芦ノ湖ホテルを購入し、再利用したものである[14]。